# Struthanthus brachybotrys
Struthanthus brachybotrys är en tvåhjärtbladig växtart som beskrevs av Standley & Steyerm.. Struthanthus brachybotrys ingår i släktet Struthanthus och familjen Loranthaceae. Inga underarter finns listade i Catalogue of Life.